# Juan Ruiz Lugo
Juan Roberto Ruiz Lugo – meksykański zapaśnik walczący w stylu klasycznym. Srebrny medalista mistrzostw panamerykańskich w 2021 roku.